# Melissodes tessellata
Melissodes tessellata är en biart som beskrevs av Laberge 1956. Melissodes tessellata ingår i släktet Melissodes och familjen långtungebin. Inga underarter finns listade i Catalogue of Life.